# 手形・足形

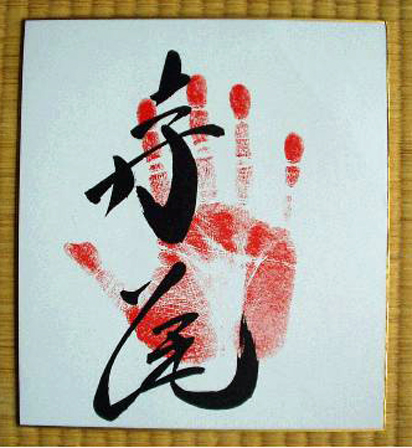
力士の手形（寺尾）

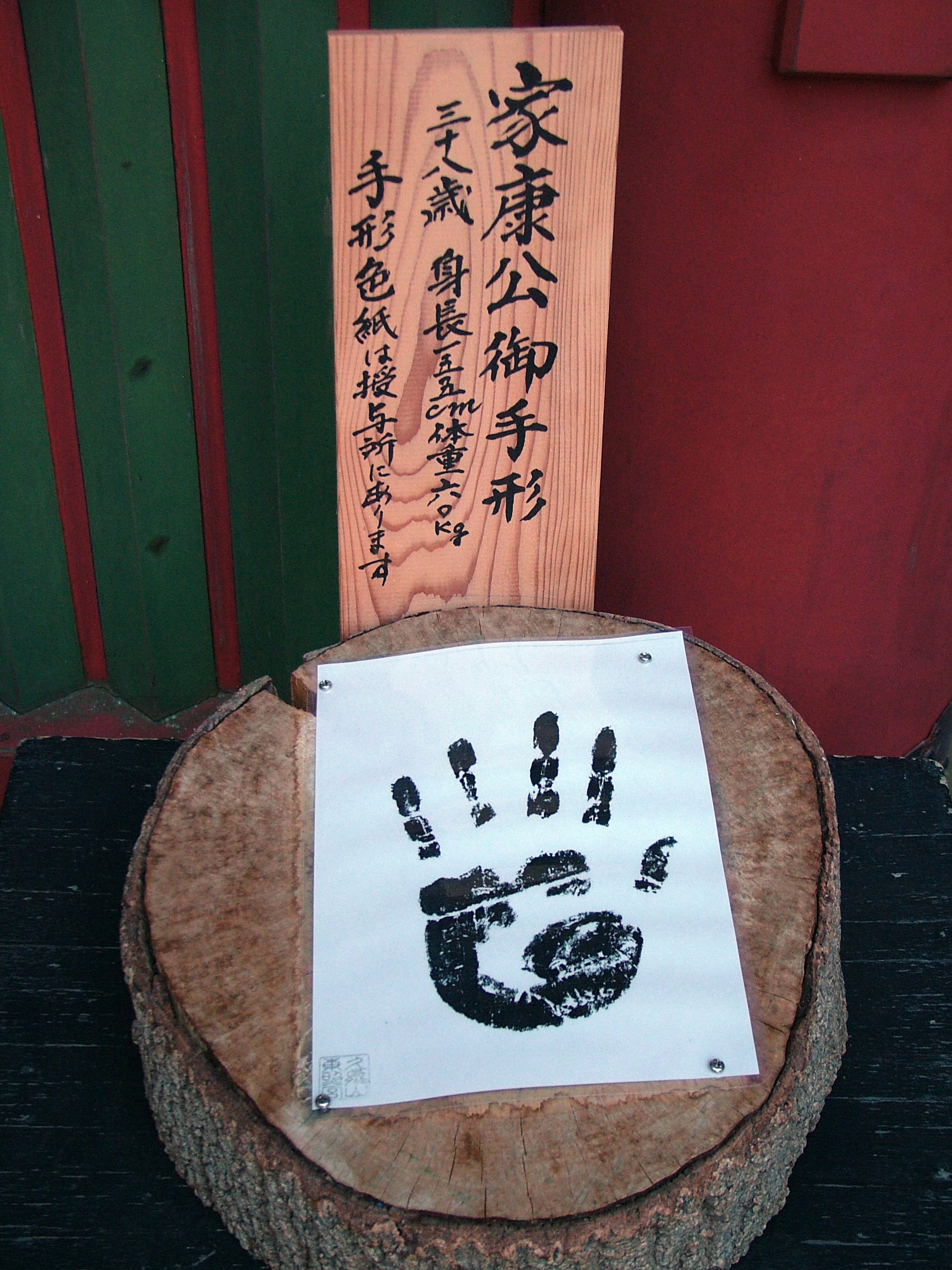
久能山東照宮にある徳川家康の手形

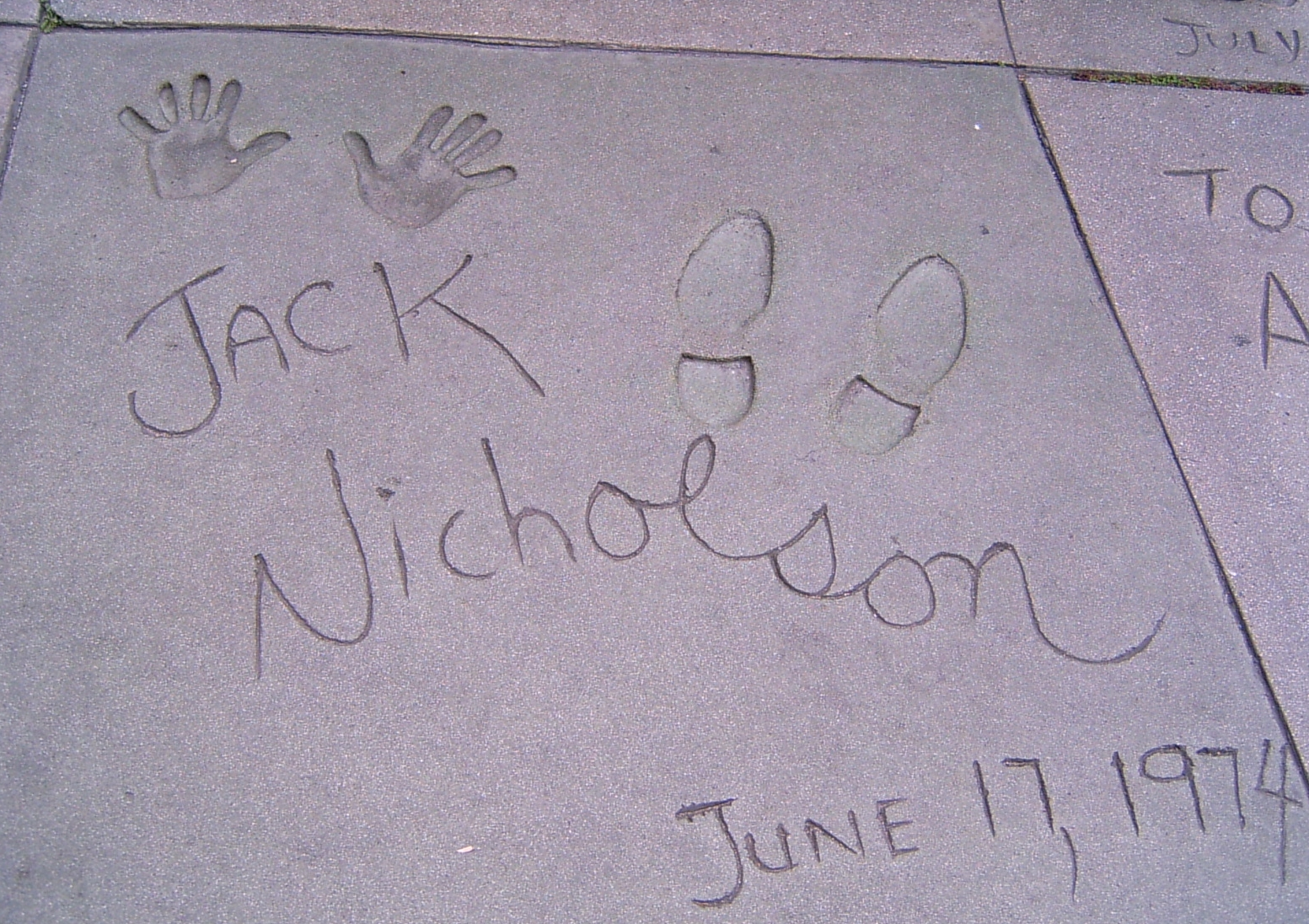
チャイニーズ・シアターの手形・足形（ジャック・ニコルソン）

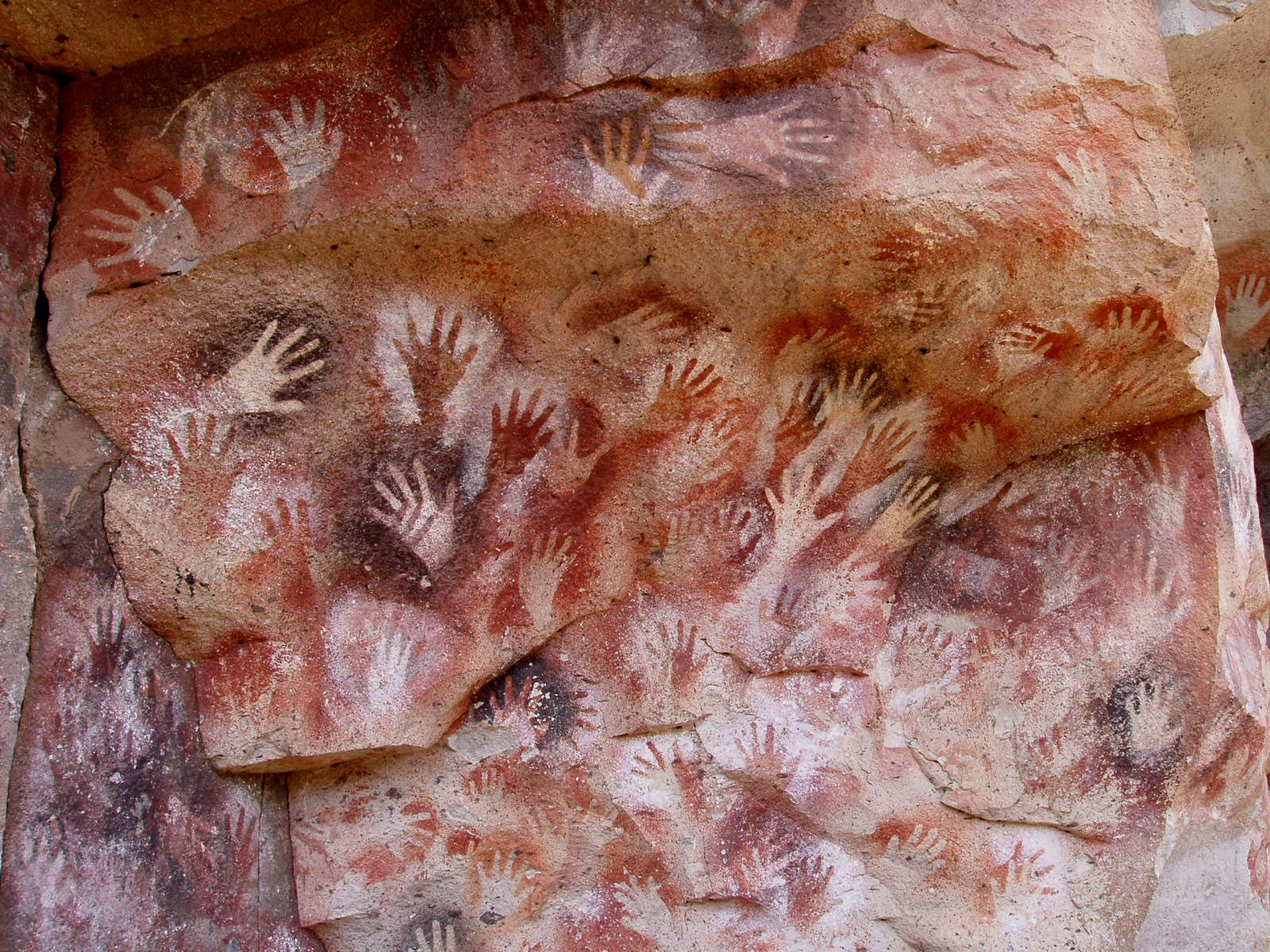
クエバ・デ・ラス・マノスにある手形の洞窟壁画

手形・足形（てがた・あしがた）は、手のひらや足の裏を象ったものである。
通常、手のひらや足の裏に墨を塗り、紙の上に押して記録する。他にもさまざまな方式のものがある。
手型・足型とも書くが、この場合、粘土などで象りして凹みのあるレリーフ状にしたものを意味することが多い。

## 使用例
- かつては有価証券の署名がわりに手形が押された。ある種の有価証券を手形と呼ぶのはこの名残である。
- 相撲の力士の手形は縁起物とされる。色紙に朱で押し、サインを添えることが多い。
- ハリウッドのチャイニーズ・シアターの前庭「フォーコート・オブ・ザ・スターズ」には、映画スターを中心とした著名人約300人の手形・足形が刻まれたセメントタイルが埋め込まれている。
- 新生児の誕生記念として手形・足形をとる。
- 米寿祝いとして手形を取り、それを近所や親戚に配り、受け取った家では玄関に飾るという風習[1]が近畿地方で見られたが、多くは衰退し、三重県尾鷲市須賀利町など、ごく一部で継承されるのみである[2]。
- 競走、サッカーなど足に関するスポーツでの功績を顕賞するために足形を残すことがある。
- 各地の足手荒神や、福井県若狭町の三方石観世音、鳥取県智頭町の河野神社などは、手や足の病気に霊験があるとされ、手形・足形（手や足の形をした板等）が奉納される習俗がある[3]。
- 後鳥羽天皇宸翰御手印置文[4]：暦仁2年（1239年）、隠岐に流されていた後鳥羽上皇が崩御の13日前に書いた自筆の遺言状。文面には上皇の手印（手形）が鮮明に付されている[5][6]。
- ウルトラシリーズに登場するウルトラ怪獣には、サインに代わるものとして足形が設定されていた。
- 著名人の手形や足形を観光資源として活用する動きがあり、特に活発な広島県の例でいうと、尾道市では「足形みち」（収集・佐藤苔助）、廿日市市では「清古尊手形」（収集・清古尊）が挙げられる。
- 塗料を用いた手形を紙や布に集め、鑑賞の対象とした芸術作品は手形アートと呼ばれる[7]。